# Frank Fahrenhorst
Frank Fahrenhorst (Kamen, 24 settembre 1977) è un ex calciatore tedesco, di ruolo difensore.

## Palmarès
- Coppa di Lega tedesca: 1

Werder Brema: 2006